# ダンウッディ
ダンウッディ（Dunwoody）は、アメリカ合衆国ジョージア州のディカーブ郡にある都市。人口は5万1683人（2020年）。アトランタ都市圏内の衛星都市である。

## 概要
市の南西にある「ペリミターセンター」はビジネス、商業、医療、住宅などの都市機能を備えた高層ビル街である。アトランタ・マルタのレッドラインでアトランタと結ばれている。少し離れた所には古くからのダウンタウンもあるが経済活動の中心はペリミターセンターに移っている。

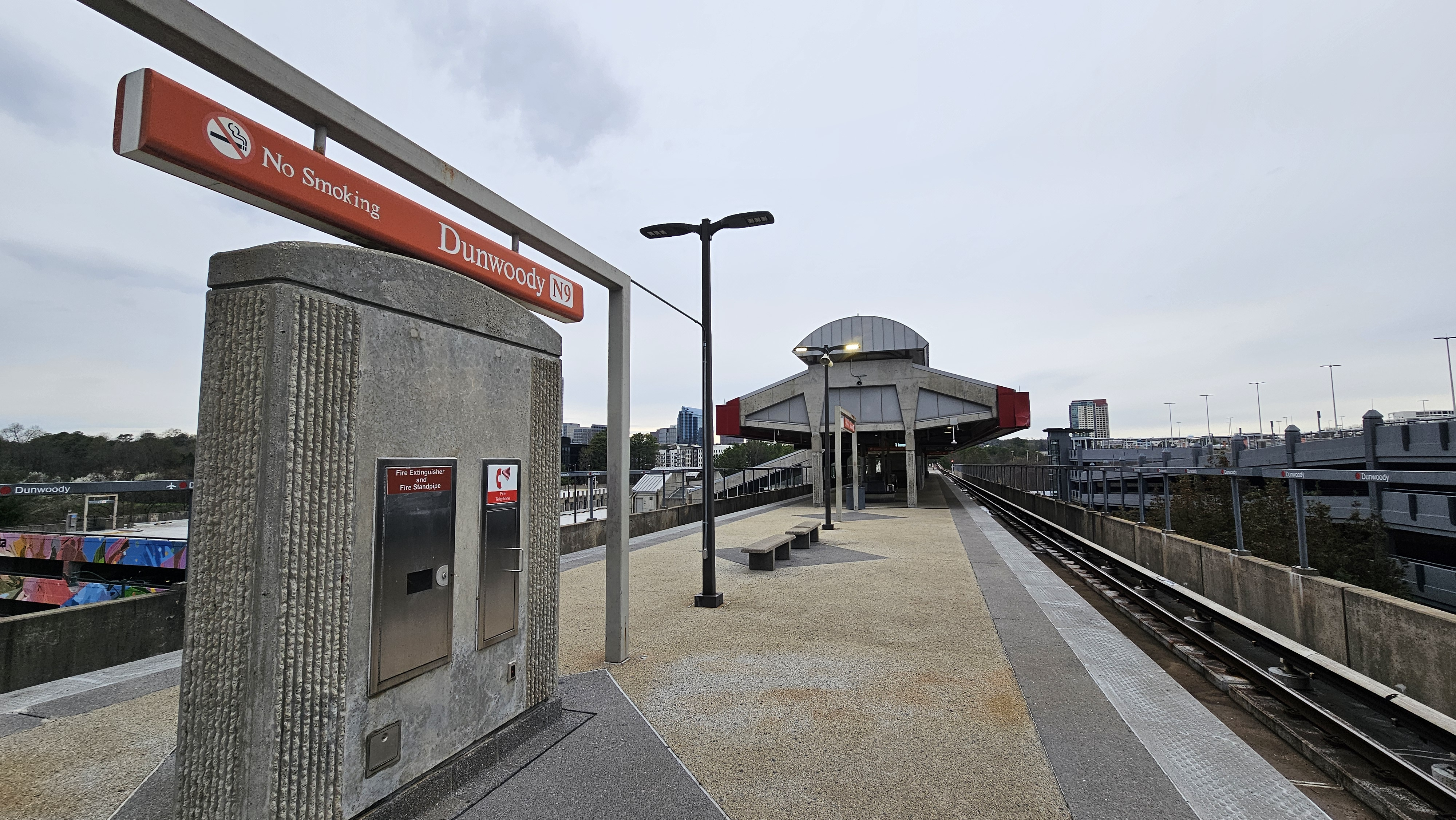
ダンウッディ駅

## 著名な出身者
- ライアン・シークレスト
- エリン・アンドリュース
- コーリー・ホワイト
- kson